# 조지 스윈녹
조지 스윈녹(영어: George Swinnock, 1627년 - 1673년)은 잉글랜드의 비국교도인 목회자이며 작가이다.
그는 1627년에 켄트에 있는 메이드스톤에서, 조지 스윈녹 경의 아들로 태어났으며, 그의 조부는 그 지역의 시장을 지냈다. 그의 부친이 사망하자, 삼촌인 청교도 로버트 밑에서 자라게 되었다. 임마누엘 칼리지 (케임브리지 대학교)에서 교육을 받았고, 1645년 10월 7일에 예수 대학으로 쫓겨 나게 된다.

## 명언
| “ | 감사하는 삶은 주님의 생명을 감사하는 데 있다. | ” |

## 저서
- The Door of Salvation Opened, London, 1660, 8vo and 4to; 3rd edition, 1671.
- The Christian Man's Calling, London, 1661–5, 4to.
- Heaven and Hell Epitomised, London, 1659, 8vo.
- The Incomparableness of God, London, 1672, 4to.
- The Sinner's last Sentence, London, 1675, 8vo.
- Life of Thomas Wilson, 1672, 8vol.